# Badia Immunda

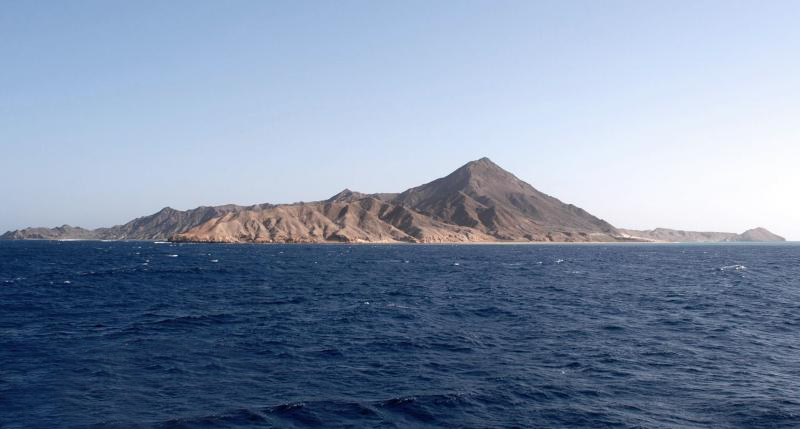
L'illa de Zabargad, a la Badia Immunda

La Badia Immunda (en grec Ακάθαρτος κόλπος, Akàthartos kolpos; en llatí Sinus Immundus) és un entrant d'aigua a la costa egípcia de la mar Roja, coneguda des de l'antiguitat. Se situa lleugerament al nord del Tròpic de Càncer. La localitat que es troba a la secció més interna de la badia és l'antiga Berenice, per la qual cosa la badia es coneix actualment en àrab com a «badia de Berenice» (خليج برنيس, Khalij Bernís); habitualment és coneguda també pel seu nom en anglès, Foul Bay. La part septentrional de la Badia Immunda és una península anomenada Ras Banàs.
A la badia hi ha diverses illes, formades per la convergència de dues plaques continentals sota de la mar Roja:
- Mukawwa (مكوى)
- Zabargad (زبرجد), tradicionalment coneguda com l'illa de Sant Joan
- Rocky (روكي)

La Badia Immunda és popular entre els turistes per les seves oportunitats de bussejar-hi. Corrents forts i perillosos la limiten només a bussejadors experimentats per a alguns llocs on poden observar coralls.